# Bomba, enfant de la jungle
Série 'Bomba'
Bomba on Panther Island (1949)
Pour plus de détails, voir Fiche technique et Distribution.
Bomba, enfant de la jungle (Bomba, the Jungle Boy) est un film américain en noir et blanc réalisé par Ford Beebe, sorti en 1949.
Il s'agit de l'adaptation de la série de romans pour la jeunesse Bomba, the Jungle Boy (en) de Roy Rockwood (1926 à 1938), qui relate les aventures dans la jungle d'une sorte de Tarzan adolescent.
Tourné avec un petit budget, ce film est le premier d'une série de douze films mettant en scène le personnage de Bomba, incarné par Johnny Sheffield, lequel avait été auparavant le fils de Tarzan dans les huit films avec Johnny Weissmuller.
Le film suivant est : Bomba on Panther Island (1949).

## Synopsis
Au cours d'un safari-photo en Afrique, le photographe George Harland et Pat, sa fille adolescente, découvrent dans la jungle un garçon blanc sauvage vivant seul ; il a été élevé par un vieux guérisseur misanthrope aujourd'hui décédé. Lorsque Pat se perd, Bomba la ramène, bravant les invasions de criquets, les incendies de forêt et les féroces animaux sauvages.

## Fiche technique
- Titre : Bomba, the Jungle Boy
- Titre français : Bomba, enfant de la jungle
- Titre belge : Bomba, le fils de la jungle
- Réalisation : Ford Beebe
- Scénario : Jack DeWitt, d'après la série de romans pour la jeunesse Bomba, the Jungle Boy (en) de Roy Rockwood ((1926–1938)
- Photographie : William A. Sickner
- Montage : Roy Livingston
- Musique : Edward J. Kay
- Production : Walter Mirisch
- Société de production : Monogram Pictures
- Société de distribution : Monogram Pictures
- Pays de production :  États-Unis
- Langue originale : anglais américain
- Format : noir et blanc — 35 mm — 1.37:1 — son : mono (Western Electric Recording)
- Genre : aventure exotique
- Durée : 70 min
- Dates de sortie :
  - États-Unis : 20 mars 1949
  - France : 3 juin 1951

## Distribution
- Johnny Sheffield : Bomba
- Peggy Ann Garner : Patricia Harlan
- Onslow Stevens : George Harland
- Charles Irwin : Andy Barnes
- Smoki Whitfield : Eli
- Martin Wilkins : Mufti